# Palais présidentiel d'Oguzhan
Le palais présidentiel d'Oguzhan (Oguz han köşgi), aussi appelé palais du Türkmenbaşy (Türkmenbaşy Köşgı) est un édifice public de la ville d'Achgabat, capitale de la république du Turkménistan. 
Siège de la présidence de la république, il a été construit par Bouygues Turkmène. Le bâtiment achève sa construction en mars 1997 et est inauguré le 18 avril 1997 en présence du président turkmène Niazov et de Martin Bouygues. Ce bâtiment doit son surnom à Saparmyrat Nyýazow, premier président du Turkménistan indépendant (1991-2006) qui s'était proclamé « Türkmenbaşy », c'est-à-dire « Chef des Turkmènes ».

## Description
Le nouveau palais présidentiel s'inscrit dans le plan d'urbanisme voulu par Saparmyrat Nyýazow afin de « repenser » sa capitale et de la doter d'infrastructures modernes. La construction de cet édifice monumental est confiée au groupe français Bouygues, en collaboration avec des architectes du ministère turkmène de la construction et de l'architecture et les cabinets d'architectes français Bellon et Art Études (pour l'aménagement intérieur). 
Entouré d'un parc de 20 000 mètres carrés agrémenté d'essences rares et de compositions végétales originales, il est précédé d'un parvis couvert d'un pavage de granit de trois tons différents, agrémenté de fontaines et de pièces d'eau.
Le corps de bâtiment s'inspire librement à la fois du classicisme français, de l'architecture ottomane mais aussi de courants architecturaux se voulant héritiers de l'architecture traditionnelle turkmène. Précédé d'un portique tetrastyle (à quatre colonnes pseudo-doriques) d'inspiration antique, le palais forme un vaste ensemble quadrangulaire s'étendant sur trois niveaux. L'extérieur surprend par les tonalités claires des murs (recouverts de plaques de marbre de Carrare) percés de grandes baies vitrées à claustras d'or, contrastant avec la masse de la coupole centrale (22 mètres de diamètre) plaquée d'émaux de Briare rehaussés de feuilles d'or, prolongée par un mât portant les couleurs nationales.
L'intérieur s'organise autour du grand salon d'apparat, s'articulant autour d'un escalier monumental à deux volées. Les sols, constitués de marqueterie de chêne et d'acajou, répondent aux tons beiges des murs et aux couleurs plus marquées des colonnes en marbre des Pyrénées ou « Botticino ». Les portes monumentales (en bronze) qui desservent les différentes pièces sont ornées de motifs géométriques ou de l'aigle à cinq têtes (armes présidentielles). Le rez-de-chaussée est presque entièrement occupé par le grand salon d'apparat, hormis la salle des banquets et l'oratoire privé du président. Des ascenseurs panoramiques en verre dépoli permettent d'accéder aux étages supérieurs.
Le premier étage accueille le bureau du président, mais aussi la salle du conseil, ornée de boiseries en noyer. De part et d'autre de ces deux salles se trouve également la salle des lettres de créance, lieu où sont reçus les ambassadeurs, mais également les hôtes de marque et les chefs d'état étrangers. Son mobilier est particulièrement soigné, comprenant notamment une commode de style Louis XVI en ronce d'acajou et bronze ciselé, des fauteuils en bois précieux et velours et une table en acajou du Honduras. Toutes ces pièces accueillent des tapis traditionnels provenant des cinq provinces du pays (Ahal, Labap, Daşoguz, Balkan et Mary).
Le second étage est constitué par les appartements personnels du président ainsi que les suites réservées aux invités de marque. Une salle de sport et une piscine y sont également aménagés.
Deux ailes latérales viennent se greffer à la structure principale. Elles accueillent les bureaux de plusieurs ministres et des services administratifs.

## Construction et inauguration
À partir de la réalisation de la mosquée de Gökdepe, Bouygues Turkmène devient le constructeur attitré pour les constructions de prestige du régime turkmène.
Bouygues Turkmen s'occupe de toute la chaine de construction du nouveau palais présidentiel : de la conception à la réalisation, l'aménagement intérieur, l'agencement des jardins etc. Les grands artisans français fournissent de nombreux éléments pour la construction : fauteuil Louis XVI, émaux de Briare, soiries de Lyon, vases d'Anduze et pierre de Bourgogne.
La main d’œuvre est international, les artistes et artisans du chantier ont plus de 20 nationalités différentes, du Turkménistan et de l'Europe (Autriche, Irlande, Espagne et surtout France).
Le nouveau palais présidentielle est inauguré le 18 avril 1997 en présence du président turkmène Niazov et de Martin Bouygues.
Pour la mosquée Gökdepe comme pour le palais présidentiel le directeur de Bouygues Turkmen est Alain Pillon, qui sera muté par la demande du président Niazov pour ne pas avoir su assez rapidement corriger un problème de bruit de climatisation de sa villa de Firuza, il est remplacé en 1999 par Aldo Carbonaro.